# Gonomyia herroni
Gonomyia herroni là một loài ruồi trong họ Limoniidae. Chúng phân bố ở miền Australasia.